# Eva Justin
Eva Justin (23 de agosto de 1909 – 11 de setembro de 1966) foi uma antropóloga alemã que atuou durante o período nazista. Ela se especializou no racismo científico. Seu trabalho contribuiu para os crimes nazistas cometidos contra os povos Sinti e Roma.

## Início da vida e família
Nascida em 1909, na cidade de Dresden, filha de um funcionário ferroviário, Eva Justin trabalhou como uma assistente do psicólogo nazista Robert Ritter.

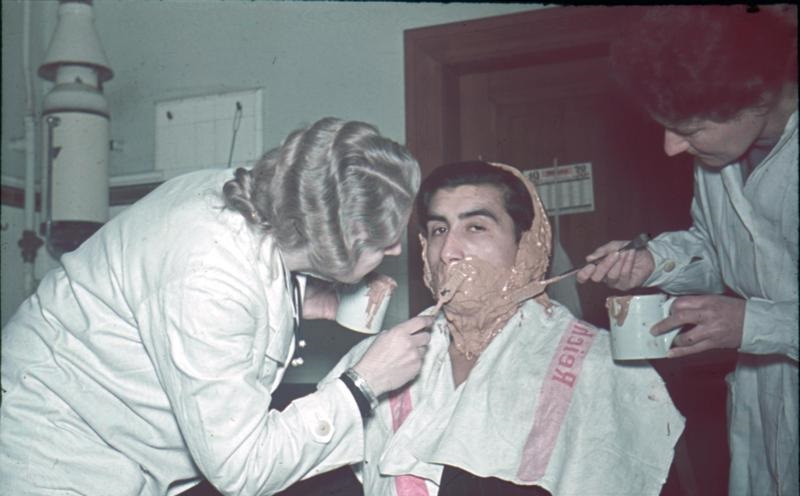
Eva Justin fazendo um molde facial em 1936

Justin originalmente estudou enfermagem, e concluiu seu doutorado em antropologia pela Universidade de Berlim em 1943, apesar de não ter seguido o procedimento normal da universidade par se formar.

## Holocausto
As crianças que Justin estudou haviam sido destinadas à deportação, mas esse processo foi adiado até que ela completasse sua pesquisa e recebesse seu PhD. As crianças foram então enviadas para o "campo da família cigana " em Auschwitz em 6 de maio de 1944. Logo após a chegada das crianças ao campo de concentração, Josef Mengele chegou a Auschwitz. Algumas das crianças foram submetidas a seus experimentos e a maioria acabou sendo morta nas câmara de gás. Aproximadamente 39 ou 40 crianças que Justin estudou foram enviadas para Auschwitz em 1944, e todas, exceto quatro, morreram antes do fim da guerra, muitas antes de sua tese ser publicada. Trinta e nove crianças de um orfanato em Mulfing, que foram o tema da tese de doutorado de Justin, foram registradas em Auschwitz em 12 de maio de 1944. Ela procurou por objetos de estudos antropológicos em campos de concentração .
Justin era um membro sênior do Centro de Pesquisas em Higiene Racial (Rassenhygienische Forschungsstelle). Ela escreveu no prefácio de um trabalho de pesquisa que buscava fornecer as bases para novas leis de higiene racial para impedir o fluxo de "elementos primitivos indignos" para a população alemã. Justin defendia a posição de que os ciganos não podiam ser assimilados porque "eles geralmente se tornavam antisociais como resultado de seu pensamento primitivo, e as tentativas de educá-los deveriam ser interrompidas". Justin propôs a esterilização para o povo cigano, exceto para aqueles com "puro sangue cigano". Ela estava presente quando as deportações de Sinti e Roma para campos de concentração foram organizadas.
Em 1958, o promotor público de Frankfurt iniciou uma investigação sobre as atividades de Justin durante a guerra, mas a investigação foi encerrada em 1960, depois que o promotor público concluiu que suas ações estavam sujeitas à prescrição. Os magistrados de Frankfurt encontraram evidências insuficientes parincriminarar Justin em 1964, legando do que Justin não sabia que suas ideias levariam as crianças a serem enviadas para campos de concentração e que os sobreviventes não conseguiam se lembrar especificamente dela atacando-os. Justin baseou seu trabalho nas ideias de Robert Ritter e não acreditava mais nelas.
Na Alemanha Ocidental do pós-guerra, Justin trabalhou como psicóloga para a polícia de Frankfurt, atuando até mesmo como consultora do sistema legal para casos de indenização para sobreviventes do Holocausto. Ela morreu de câncer em 1966 em Offenbach am Main, uma cidade nos arredores de Frankfurt.